# Wieszczyna
Wieszczyna is een dorp in de Poolse woiwodschap Opole. De plaats maakt deel uit van de gemeente Prudnik en telt 23 inwoners.

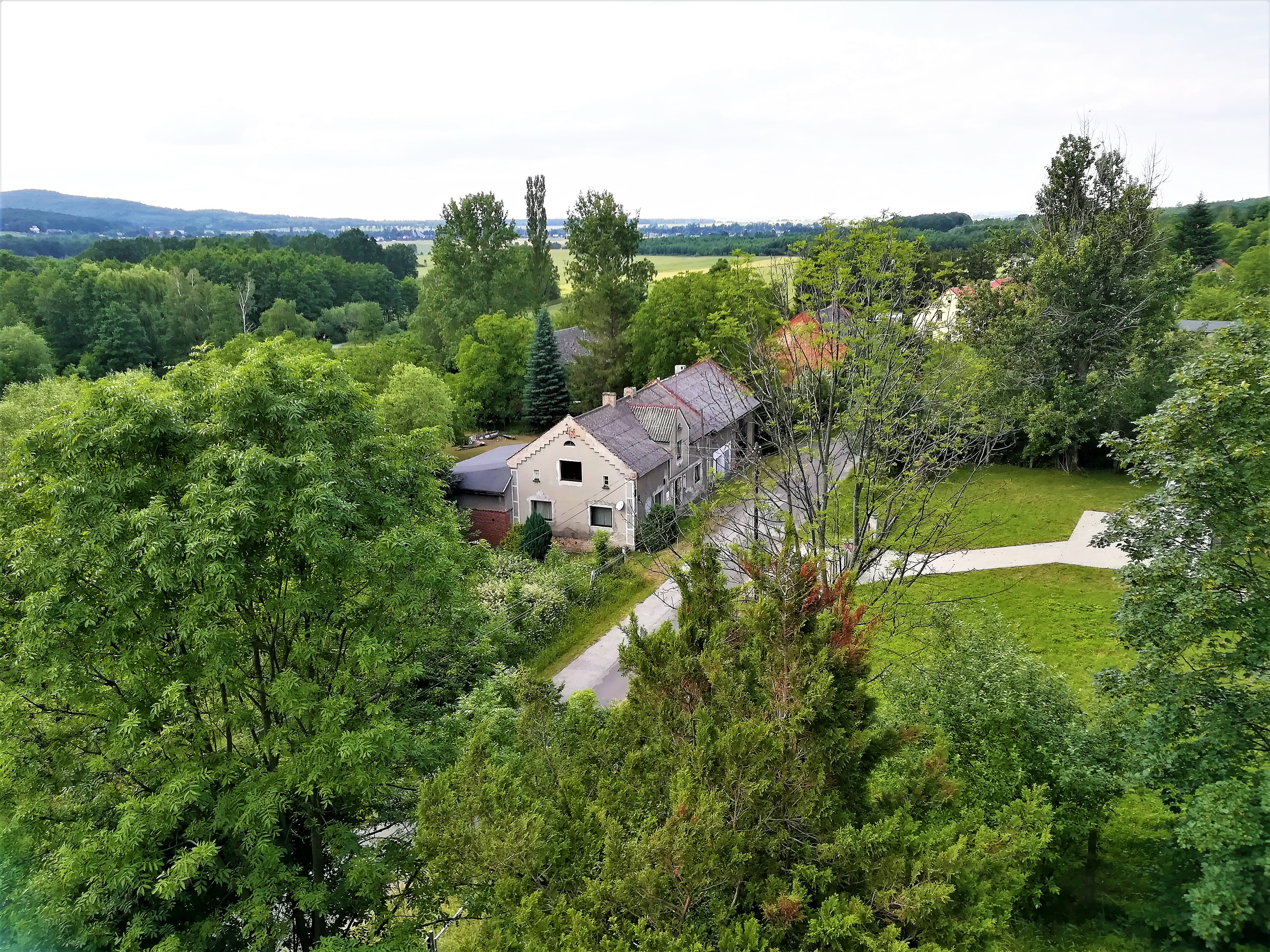